# カネヒラ
カネヒラ（金平、学名：Acheilognathus rhombeus）は、条鰭綱コイ目コイ科タナゴ亜科タナゴ属に属する淡水魚の一種。種小名は「菱形」を意味する。在来のタナゴ類では最も大型の種である。カネヒラはタナゴ属のタイプ種である。

## 分布
日本（琵琶湖・淀川水系以西の本州、九州北部）、朝鮮半島。日本国内では、本来の生息地以外で分布を拡大している（後述）。

## 形態
全長12-16cmと、日本産タナゴ類としては最大。体形は著しく側扁し、体高は高い。体色は銀白色で、肩部には暗色の逆三角形状の斑紋が入る。体側面に緑色の斑紋があり、口角に1対の短い口髭がある。背鰭の不分岐軟条は3本と分岐軟条が12-13本、臀鰭の不分岐軟条は3本の分岐軟条は9-11本。側線上方横列鱗数は6枚、側線、下方横列数は4-6枚。側線は完全で、側線鱗数は37-40である。
繁殖期になると、オスは主に眼の虹彩は赤色、背面が金属光沢のある青緑色に、体側は淡い水色に、腹面や背鰭、臀鰭、尾鰭がピンク色に染まる鮮やかな婚姻色を呈する。吻端には白色の追星が生じる。メスには短い産卵管が現れる。

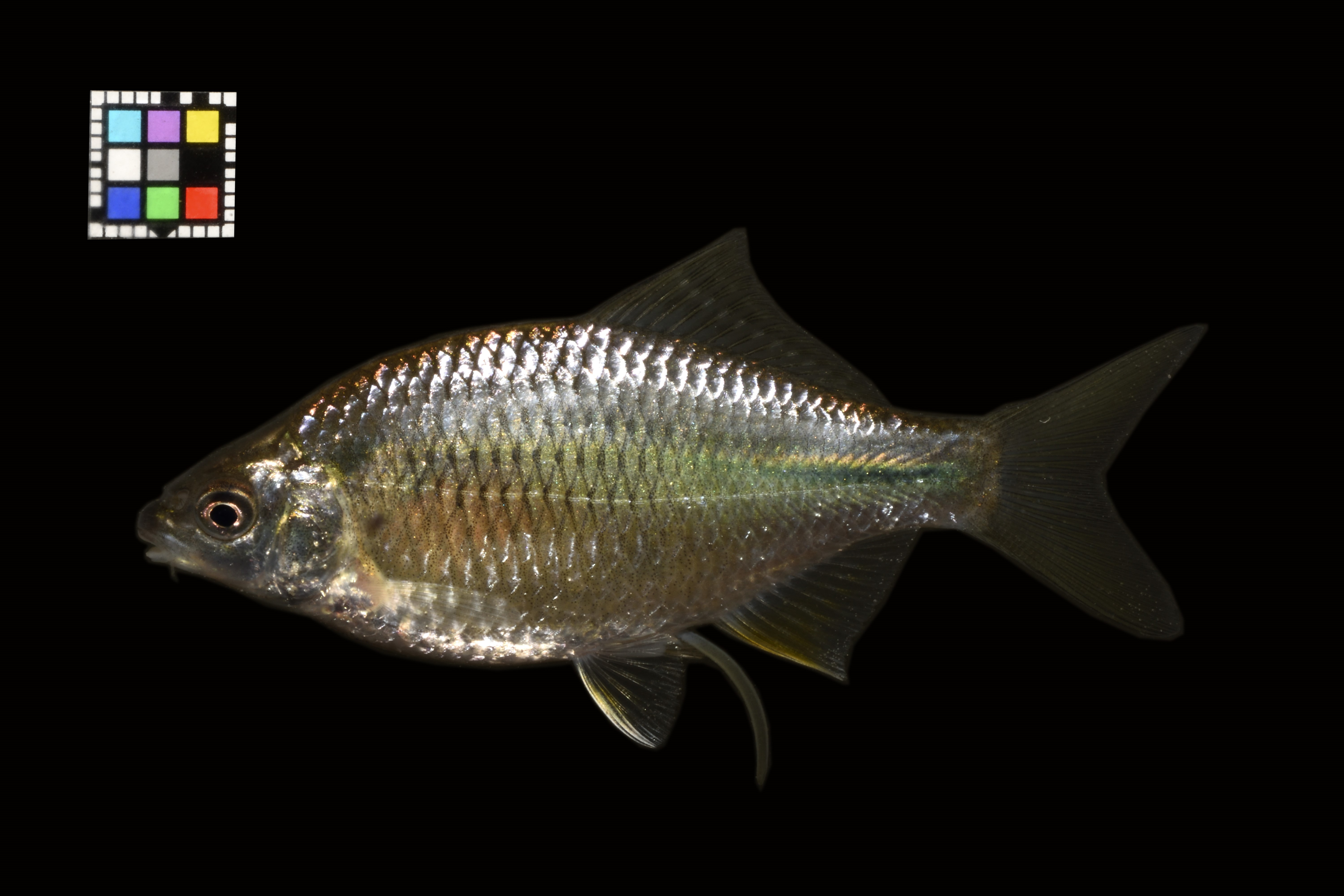
産卵管の伸びたカネヒラのメス。木曽川水系。

## 生態
河川や湖沼の、水草が繁茂する流れの緩やかな場所に生息する。流れの早い水域でも繁殖が可能だが、ため池では繁殖ができない。タナゴ類の中では遊泳力が高く移動範囲の広い種で、特に産卵期には二枚貝の豊富な水域を求めて活発に移動する。寿命は2年。
食性は植物食に偏った雑食で、水生昆虫や甲殻類、ミミズ類も捕食するが、主に藻類を食べる。本種が多く生息する河川の中流域では、夏季にアユと一緒に付着藻類を食む姿がみられる。
繁殖形態は卵生で、9-11月にイシガイやカタハガイ、タテボシガイ等の二枚貝に卵を産みつける。秋に産卵するタナゴ類は本種とゼニタナゴ、イタセンパラの3種であるが、このうち本種のみは春に産卵することもある。卵はタナゴ類としては丸みが強い。産卵後数日から1週間で孵化するが、仔魚はほどなく発生をほとんど停止して母貝内で越冬する。翌春4月頃に発生を再開すると以後は急速に成長し、9mmほどの稚魚が5-6月に母貝から浮出、その年の秋には成熟する。孵化後、仔魚は蛆虫のようにS字運動を行う(イタセンパラやゼニタナゴもS自運動を行うことが知られている)。

## 分布の拡大

### 外来魚に対して
圃場整備や河川改修、岸辺の護岸化による環境改変とそれに伴う二枚貝の減少、ブラックバスやブルーギルなど外来魚の移入により生息が圧迫されることは他のタナゴ類と同様で、本種も例外ではない。しかし琵琶湖では、かつて多産したヤリタナゴやシロヒレタビラ、イチモンジタナゴ、バラタナゴ等がブラックバスの食害により大きく個体数を減らす中、本種は湖東、湖北を中心に比較的個体数を維持しており、タナゴ類の優占種となっている。他地域においても、本種がバスの存在にも関わらず個体数を維持する例がみられ、高い遊泳力や秋産卵型の生活史を持つことがバスの生態に対して有利に働くものと考えられている。2008年現在、日本在来のタナゴ類で本種のみが環境省レッドリストに記載されていない。

### 他地域への移入
本種は本来琵琶湖・淀川水系以西に分布するが、琵琶湖から各地の河川へ放流される養殖アユや二枚貝に本種の種苗が混入したことで東日本にも拡散した。濃尾平野の個体群も長らく在来と思われていたが、在来の遺伝子型が見つからないことから琵琶湖からの移植と思われる。1975年頃から利根川水系（霞ヶ浦など）で、1995年頃から北上川水系（伊豆沼・内沼など）で、1998年頃から信濃川および阿賀野川水系で、それぞれまとまった継代個体群が確認されるようになった。西日本でも、本来は分布しない四国各地などで定着が確認された。釣り人の移植放流や飼育個体の遺棄により、さらに生息域が拡大しているとも推測される。

### ゼニタナゴとの競合
本種が進出した霞ヶ浦や伊豆沼などでは、在来の絶滅危惧種であるゼニタナゴが本種と置き換わるように姿を消した。ゼニタナゴの激減には、ブラックバスなどの魚食性外来魚による捕食や環境改変も大きく影響しているが、同じ秋産卵型のタナゴで食性も似通った本種とゼニタナゴの間において、産卵母貝や生活テリトリーをめぐり様々な競合が発生したと考えるのが自然である。本種は日本産タナゴ亜科魚類の一種であるが、進出先では国内外来種であり在来の生態系をかく乱するおそれがあり、放流は絶対に避けなければならない。

## 利用
本種だけを食用として利用することはほとんどない。一般的ではないものの、他のタナゴ類と混獲されたものを佃煮や雀焼き等で食することもある。肝吸虫等の寄生虫を保持する可能性もある。採集方法としては、釣りや手網、セル瓶などが挙げられる。
産卵期のオスには鮮やかな婚姻色が現れ、国産タナゴ類ではもっとも大型になることから、観賞魚として水槽飼育される。観賞魚店等でも販売されているが、飼育個体の自然環境への遺棄や放流は、在来生態系に対する圧迫や遺伝子汚染、病気の伝播等を起こすことが考えられるので、絶対に河川や野の池などに放つようなことがないようにする。

### 釣り
霞ヶ浦では本種を対象魚とする釣りがさかんに行われ、6月下旬から11月が釣期である。専用の釣り具を用い、アカムシや小型のミミズ、食紅で着色した小型のサシなどを顎の小さな鈎につけ、浅瀬の藻類を食べに来た群れを狙う。鈎は量販物をそのまま用いず、先端を鋭利に研ぎ上げて使用する。又、場合によっては鈎の「かえし」を無くしてしまう事もある（鈎傷の影響を最小限に止める為）。尚、本種を専門に狙う釣りは、霞ヶ浦以外にはあまり例が無く、専用釣具の入手も困難である。職人の手作りになる専用釣具は非常に高価であり、その為、釣りを通じて自然の中に遊ぶ事に留まらず、仕掛や浮子を自作する等で創意工夫し、趣向を凝らす事をも併せ愉しむ釣り人も多い。